# Eulasia kuschakewitschi
Eulasia kuschakewitschi là một loài bọ cánh cứng trong họ Glaphyridae. Loài này được Ballion miêu tả khoa học năm 1870.